# 郭從義
郭從義（909年—971年），沙陀人，後家太原（今屬山西）。
父郭紹古，事後唐，賜姓李。後晉天福初年，復姓郭。後漢時任永興行營都部署、節度使，討伐趙思綰。歷仕後唐、後晉、後漢、後周。入宋後，加守中書令。太祖乾德二年（964年），爲河中尹、護國軍節度使。開寶二年（969年），改左金吾衛上將軍。一年後，以太子太師致仕。開寶四年（971年）卒。《宋史》卷二五二有傳。